# Dichapetalum
Genre
Dichapetalum est un genre de plantes à fleurs de la famille des Dichapetalaceae.

## Liste d'espèces
Selon Catalogue of Life (15 septembre 2017) :
- Dichapetalum acuminatum De Willd.
- Dichapetalum affine (Planch. ex Benth.) Breteler
- Dichapetalum albidum Chevalier ex Pellegrin
- Dichapetalum altescandens Engl.
- Dichapetalum angolense Chod.
- Dichapetalum arachnoideum Breteler
- Dichapetalum arenarium Breteler
- Dichapetalum asplundeanum G.T. Prance
- Dichapetalum axillare R.E. Woodson
- Dichapetalum bangii (F. Didr.) Engl.
- Dichapetalum barbatum Breteler
- Dichapetalum barbosae Torre
- Dichapetalum barteri Engl.
- Dichapetalum beilschmiedioides Breteler
- Dichapetalum bellum Breteler
- Dichapetalum berendinae Breteler
- Dichapetalum bernalii G.T. Prance
- Dichapetalum bocageanum (Henr.) Engl.
- Dichapetalum bodyi De Wild.
- Dichapetalum bojeri (Tul.) Engl.
- Dichapetalum braunii Engl. & K. Krause
- Dichapetalum brenesii Standl.
- Dichapetalum bullatum Standl. & Steyerm.
- Dichapetalum cambodianum Tagane & Nagam.
- Dichapetalum chalotii Pellegrin
- Dichapetalum chlorinum (Tul.) Engl.
- Dichapetalum choristilum Engl.
- Dichapetalum coelhoi Prance
- Dichapetalum congoense Engl. & Ruhl.
- Dichapetalum coronadoae Arbeláez & W.D.Stevens
- Dichapetalum crassifolium Chod.
- Dichapetalum cymosum (Hook.) Engl.
- Dichapetalum cymulosum (Oliv.) Engl.
- Dichapetalum deflexum (Klotzsch) Engl.
- Dichapetalum dewevrei De Wild. & Th. Dur.
- Dichapetalum dewildei F.J. Breteler
- Dichapetalum dictyospermum Bretel.
- Dichapetalum donnell-smithii Engl.
- Dichapetalum edule Engl.
- Dichapetalum eickii Ruhl.
- Dichapetalum fadenii F.J. Breteler
- Dichapetalum filicaule Bretel.
- Dichapetalum findouense Breteler
- Dichapetalum foreroi G.T. Prance
- Dichapetalum froesii Prance
- Dichapetalum fructuosum Hiern
- Dichapetalum gabonense Engl.
- Dichapetalum gassitae F.J. Breteler
- Dichapetalum gelonioides (Roxb.) Engl.
- Dichapetalum geminostellatum F.J. Breteler
- Dichapetalum gentryi G.T. Prance
- Dichapetalum germainii Hauman
- Dichapetalum gilletii DeWild.
- Dichapetalum glomeratum Engl.
- Dichapetalum grandifolium Ridl.
- Dichapetalum grayumii G.T. Prance
- Dichapetalum griffithii (Hook. fil.) Engl.
- Dichapetalum hammelii G.T. Prance
- Dichapetalum helferianum (Kurz) Pierre
- Dichapetalum heudelotii (Planch. ex Oliv.) Baill.
- Dichapetalum hirtellum (Tul.) Engl.
- Dichapetalum hirtum Descoings
- Dichapetalum humbertii Descoings
- Dichapetalum inaequale Breteler
- Dichapetalum inopinatum Al.Rodr. & Kriebel
- Dichapetalum insigne Engl.
- Dichapetalum integripetalum Engl.
- Dichapetalum korupinum F. J. Breteler
- Dichapetalum latifolium Baill.
- Dichapetalum laurocerasus (Planch. ex Hook. fil.) Engl.
- Dichapetalum ledermannii K. Krause
- Dichapetalum letouzeyi F.J. Breteler
- Dichapetalum leucocarpum Breteler
- Dichapetalum leucosia (Spreng.) Engl.
- Dichapetalum librevillense Pellegrin
- Dichapetalum lindicum F.J. Breteler
- Dichapetalum lofense F.J. Breteler
- Dichapetalum longipetalum Craib
- Dichapetalum lujae De Wild. & Th. Dur.
- Dichapetalum macrocarpum Engl.
- Dichapetalum madagascariense (Dup.-Thou.) Poir.
- Dichapetalum mathisii Breteler
- Dichapetalum melanocladum F.J. Breteler
- Dichapetalum mexicanum G.T. Prance
- Dichapetalum minutiflorum Engl. & Ruhl.
- Dichapetalum mombuttense Engl.
- Dichapetalum montanum F.J. Breteler
- Dichapetalum moralesii G. T. Prance
- Dichapetalum morenoi G. T. Prance
- Dichapetalum mossambicense (Klotzsch) Engl.
- Dichapetalum mundense Engl.
- Dichapetalum neglectum Breteler
- Dichapetalum nervatum Cuatrec.
- Dichapetalum nevermannianum Standl. & Valerio
- Dichapetalum nigrescens Baill.
- Dichapetalum nyangense Pellegr.
- Dichapetalum obanense (E. G. Baker) E. G. Baker ex Hutch. & Dalz.
- Dichapetalum oblongum (Hook. fil. ex Benth.) Engl.
- Dichapetalum odoratum Baill.
- Dichapetalum oleifolium (Baker) Descoings
- Dichapetalum oliganthum F.J. Breteler
- Dichapetalum pachypus (Tul.) Engl.
- Dichapetalum pallidum (Oliv.) Engl.
- Dichapetalum papuanum (Becc.) Boerl.
- Dichapetalum parvifolium Engl.
- Dichapetalum pauper Rizzini
- Dichapetalum pedicellatum K. Krause
- Dichapetalum pedunculatum (DC.) Baill.
- Dichapetalum perrieri Descoings
- Dichapetalum petaloideum Breteler
- Dichapetalum petelotii Merr.
- Dichapetalum pierrei Pellegrin
- Dichapetalum platyphyllum Merrill
- Dichapetalum potamophilum F.J. Breteler
- Dichapetalum prancei J. Fernández Casas
- Dichapetalum pulchrum F.J. Breteler
- Dichapetalum rabiense F.J. Breteler
- Dichapetalum reliquum Kriebel & Al.Rodr.
- Dichapetalum reticulatum Engl.
- Dichapetalum rhodesicum Sprague & Hutchinson
- Dichapetalum rudatisii Engl.
- Dichapetalum ruficeps F.J. Breteler
- Dichapetalum rufum Engl.
- Dichapetalum rugosum (Vahl) Prance
- Dichapetalum ruhlandii Engl.
- Dichapetalum schulzii G.T. Prance
- Dichapetalum scorpioideum Leenh.
- Dichapetalum sessiliflorum Leenh.
- Dichapetalum setosum Leenh.
- Dichapetalum sordidum (Ridl.) Leenh.
- Dichapetalum spruceanum Baill.
- Dichapetalum staminellatum F.J. Breteler
- Dichapetalum staudtii Engl.
- Dichapetalum steenisii Leenh.
- Dichapetalum steyermarkii Prance
- Dichapetalum stipulatum Macbride
- Dichapetalum stuhlmannii Engl.
- Dichapetalum sumbense F.J. Breteler
- Dichapetalum tenerum Leenh.
- Dichapetalum tenuifolium (King) Engl.
- Dichapetalum tetrastachyum F.J. Breteler
- Dichapetalum thollonii Pellegrin
- Dichapetalum timoriense (DC.) Boerl.
- Dichapetalum tomentosum Engl.
- Dichapetalum toxicarium (G. Don) Baillon
- Dichapetalum tricapsulare (Blanco) Merr.
- Dichapetalum trichocephalum F.J. Breteler
- Dichapetalum ugandense M. B. Moss
- Dichapetalum umbellatum Chod.
- Dichapetalum unguiculatum Engl.
- Dichapetalum virchowii Engl.
- Dichapetalum vitiense Engl.
- Dichapetalum vondrozanum Descoings
- Dichapetalum witianum F.J. Breteler
- Dichapetalum zenkeri Engl.
- Dichapetalum zeylanicum A.J.G.H. Kostermans

Selon GRIN (15 septembre 2017) :
- Dichapetalum braunii Engl. & K. Krause
- Dichapetalum cymosum (Hook.) Engl.
- Dichapetalum donnell-smithii Engl.
- Dichapetalum macrocarpum M. Krause
- Dichapetalum michelsonii Hauman
- Dichapetalum ruhlandii Engl.
- Dichapetalum stuhlmannii Engl.
- Dichapetalum vitiense (Seem.) Engl.

Selon NCBI (15 septembre 2017) :
- Dichapetalum barbosae
- Dichapetalum brownii
- Dichapetalum crassifolium
- Dichapetalum cymosum
- Dichapetalum deflexum
- Dichapetalum edule
- Dichapetalum gelonioides
- Dichapetalum macrocarpum
- Dichapetalum morenoi
- Dichapetalum mossambicense
- Dichapetalum papuanum
- Dichapetalum rugosum
- Dichapetalum zenkeri

Selon The Plant List (15 septembre 2017) :
- Dichapetalum acuminatum De Wild.
- Dichapetalum affine (Planch. ex Benth.) Breteler
- Dichapetalum alaotrense Desc.
- Dichapetalum albidum A.Chev. ex Pellegr.
- Dichapetalum altescandens Engl.
- Dichapetalum angolense Chodat
- Dichapetalum arachnoideum Breteler
- Dichapetalum arenarium Breteler
- Dichapetalum asplundeanum Prance
- Dichapetalum axillare Woodson
- Dichapetalum bangii (Didr.) Engl.
- Dichapetalum barbatum Breteler
- Dichapetalum barbosae Torre
- Dichapetalum barteri Engl.
- Dichapetalum beckii Fern.Casas
- Dichapetalum beilschmiedioides Breteler
- Dichapetalum bellum Breteler
- Dichapetalum berendinae Breteler
- Dichapetalum bernalii Prance
- Dichapetalum bocageanum (Henr.) Engl.
- Dichapetalum bodyi De Wild.
- Dichapetalum bojeri (Tul.) Engl.
- Dichapetalum braunii Engl. & K.Krause
- Dichapetalum brenesii Standl.
- Dichapetalum bullatum Standl. & Steyerm.
- Dichapetalum chalotii Pellegr.
- Dichapetalum chlorinum (Tul.) Engl.
- Dichapetalum choristilum Engl.
- Dichapetalum coelhoi Prance
- Dichapetalum coelhoorum Prance
- Dichapetalum congoense Engl. & Ruhland
- Dichapetalum crassifolium Chodat
- Dichapetalum cubense (Poepp.) M. Gómez
- Dichapetalum cymosum (Hook.) Engl.
- Dichapetalum cymulosum (Oliv.) Engl.
- Dichapetalum deflexum (Klotzsch) Engl.
- Dichapetalum dewevrei De Wild. & T.Durand
- Dichapetalum dewildei Breteler
- Dichapetalum dictyospermum Breteler
- Dichapetalum donnell-smithii Engl.
- Dichapetalum edule Engl.
- Dichapetalum eickii Ruhland
- Dichapetalum fadenii Breteler
- Dichapetalum filicaule Breteler
- Dichapetalum findouense Breteler
- Dichapetalum foreroi Prance
- Dichapetalum froesii Prance
- Dichapetalum fructuosum Hiern
- Dichapetalum gabonense Engl.
- Dichapetalum gassitae Breteler
- Dichapetalum gelonioides (Roxb.) Engl.
- Dichapetalum geminostellatum Breteler
- Dichapetalum gentryi Prance
- Dichapetalum germainii Hauman
- Dichapetalum gilletii De Wild.
- Dichapetalum glomeratum Engl.
- Dichapetalum grandifolium Ridl.
- Dichapetalum grayumii Prance
- Dichapetalum griffithii (Hook.f.) Engl.
- Dichapetalum hammelii Prance
- Dichapetalum helferianum (Kurz) Pierre
- Dichapetalum heudelotii (Planch. ex Oliv.) Baill.
- Dichapetalum inaequale Breteler
- Dichapetalum inopinatum Al.Rodr. & Kriebel
- Dichapetalum insigne Engl.
- Dichapetalum integripetalum Engl.
- Dichapetalum klaineanum Brette
- Dichapetalum korupinum Breteler
- Dichapetalum latifolium Baill.
- Dichapetalum laurocerasus (Hook.f.) Engl.
- Dichapetalum letouzeyi Breteler
- Dichapetalum leucocarpum Breteler
- Dichapetalum leucosia (Spreng.) Engl.
- Dichapetalum librevillense Pellegr.
- Dichapetalum lindicum Breteler
- Dichapetalum lofense Breteler
- Dichapetalum longipetalum (Turcz.) Engl.
- Dichapetalum lujae De Wild. & T.Durand
- Dichapetalum macrocarpum Engl.
- Dichapetalum madagascariense Poir.
- Dichapetalum mathisii Breteler
- Dichapetalum melanocladum Breteler
- Dichapetalum mexicanum Prance
- Dichapetalum minutiflorum Engl. & Ruhland
- Dichapetalum mombuttense Engl.
- Dichapetalum montanum Breteler
- Dichapetalum moralesii Prance
- Dichapetalum morenoi Prance
- Dichapetalum mossambicense (Klotzsch) Engl.
- Dichapetalum mundense Engl.
- Dichapetalum neglectum Breteler
- Dichapetalum nervatum Cuatrec.
- Dichapetalum nevermannianum Standl. & Valerio
- Dichapetalum nyangense Pellegr.
- Dichapetalum obanense (Baker f.) Hutch. & Dalziel
- Dichapetalum oblongum (Hook.f. ex Benth.) Engl.
- Dichapetalum odoratum Baill.
- Dichapetalum oliganthum Breteler
- Dichapetalum pallidum (Oliv.) Engl.
- Dichapetalum papuanum (Becc.) Boerl.
- Dichapetalum parvifolium Engl.
- Dichapetalum pauper Rizzini
- Dichapetalum pedicellatum K.Krause
- Dichapetalum pedunculatum (DC.) Baill.
- Dichapetalum petaloideum Breteler
- Dichapetalum pierrei Pellegr.
- Dichapetalum platyphyllum Merr.
- Dichapetalum potamophilum Breteler
- Dichapetalum prancei Fern.Casas
- Dichapetalum pulchrum Breteler
- Dichapetalum rabiense Breteler
- Dichapetalum reliquum Kriebel & Al.Rodr.
- Dichapetalum reticulatum Engl.
- Dichapetalum rhodesicum Sprague & Hutch.
- Dichapetalum rudatisii Engl.
- Dichapetalum ruficeps Breteler
- Dichapetalum rufum (Tul.) Engl.
- Dichapetalum rugosum (Vahl) Prance
- Dichapetalum ruhlandii Engl.
- Dichapetalum schulzii Prance
- Dichapetalum scorpioideum Leenh.
- Dichapetalum sessiliflorum Leenh.
- Dichapetalum setosum Leenh.
- Dichapetalum sordidum (Hook.f.) Leenh.
- Dichapetalum spruceanum Baill.
- Dichapetalum staminellatum Breteler
- Dichapetalum staudtii Engl.
- Dichapetalum steenisii Leenh.
- Dichapetalum steyermarkii Prance
- Dichapetalum stipulatum J.F.Macbr.
- Dichapetalum stuhlmannii Engl.
- Dichapetalum sumbense Breteler
- Dichapetalum tenerum Leenh.
- Dichapetalum tenuifolium (King) Engl.
- Dichapetalum tetrastachyum Breteler
- Dichapetalum thollonii Pellegr.
- Dichapetalum timoriense (DC.) Boerl.
- Dichapetalum tomentosum Engl.
- Dichapetalum toxicarium (G.Don) Baill.
- Dichapetalum tricapsulare (Blanco) Merr.
- Dichapetalum trichocephalum Breteler
- Dichapetalum ugandense M.B.Moss
- Dichapetalum umbellatum Chodat
- Dichapetalum unguiculatum Engl.
- Dichapetalum virchowii (O.Hoffm. & Hildebr.) Engl.
- Dichapetalum vitiense (Seem.) Engl.
- Dichapetalum vondrozanum Desc.
- Dichapetalum witianum Breteler
- Dichapetalum zenkeri Engl.
- Dichapetalum zeylanicum Kosterm.

Selon Tropicos (15 septembre 2017) (Attention liste brute contenant possiblement des synonymes) :
- Dichapetalum abrupti-acuminatum De Wild.
- Dichapetalum acreanum Rizzini
- Dichapetalum acuminatum De Wild.
- Dichapetalum acutifolium Engl.
- Dichapetalum acutisepalum Engl.
- Dichapetalum adnatiflorum Engl.
- Dichapetalum adolfi-friederici Engl.
- Dichapetalum affine (Planch. ex Benth.) Breteler
- Dichapetalum affinis Planch. ex Benth.
- Dichapetalum alaotrense Desc.
- Dichapetalum albidum A. Chev. ex Pellegr.
- Dichapetalum altescandens Engl.
- Dichapetalum amazonicum K. Krause
- Dichapetalum andamanicum (King) Engl.
- Dichapetalum angolense Chodat
- Dichapetalum angustisquamulosum Engl. & Ruhland
- Dichapetalum arachnoideum Breteler
- Dichapetalum arenarium Breteler
- Dichapetalum argenteum Engl.
- Dichapetalum aruwimense Engl.
- Dichapetalum asplundeanum Prance
- Dichapetalum aurantiacum Engl.
- Dichapetalum aureonitens Engl.
- Dichapetalum australianum C.T. White
- Dichapetalum axillare Woodson
- Dichapetalum baillonii Pierre
- Dichapetalum bakerianum Exell
- Dichapetalum bangii (Didr.) Engl.
- Dichapetalum barbatum Breteler
- Dichapetalum barbosae Torre
- Dichapetalum barense Engl.
- Dichapetalum barteri Engl.
- Dichapetalum batanganum Engl. & Ruhland
- Dichapetalum batesii Engl.
- Dichapetalum baturense K. Krause
- Dichapetalum beccarianum Stapf ex Ridl.
- Dichapetalum beckii Fern. Casas
- Dichapetalum beilschmiedioides Breteler
- Dichapetalum bellum Breteler
- Dichapetalum beniense Engl.
- Dichapetalum benthamianum (Turcz.) Engl.
- Dichapetalum berendinae Breteler
- Dichapetalum bernalii Prance
- Dichapetalum bocageanum (Henriq.) Engl.
- Dichapetalum bodyi De Wild.
- Dichapetalum bojeri (Tul.) Engl.
- Dichapetalum borneense Merr.
- Dichapetalum brachysepalum Engl.
- Dichapetalum braunii Engl. & K. Krause
- Dichapetalum brazzae Pell.
- Dichapetalum brenesii Standl.
- Dichapetalum brevitubulosum Engl.
- Dichapetalum brownii Baill.
- Dichapetalum bullatum Standl. & Steyerm.
- Dichapetalum bullockii Hauman
- Dichapetalum bussei Engl.
- Dichapetalum butayei De Wild.
- Dichapetalum buvumense Baker f.
- Dichapetalum cazengoense Exell & Mendonça
- Dichapetalum chalotii Pellegr.
- Dichapetalum chartaceum De Wild.
- Dichapetalum chiapasense Standl.
- Dichapetalum chlorinum (Tul.) Engl.
- Dichapetalum choristilum Engl.
- Dichapetalum chrysobalanoides Hutch. & Dalziel
- Dichapetalum cicinnatum Engl.
- Dichapetalum ciliatum Merr.
- Dichapetalum cinereoviride Engl.
- Dichapetalum cinereum Engl.
- Dichapetalum cinnamomeum Hauman
- Dichapetalum claessensii De Wild.
- Dichapetalum coelhoi Prance
- Dichapetalum coelhoorum Prance
- Dichapetalum congoense Engl. & Ruhland
- Dichapetalum conrauanum Engl. & Ruhland
- Dichapetalum contractum Engl.
- Dichapetalum cordifolium Hutch. & Dalziel
- Dichapetalum coronadoae Arbeláez & W.D. Stevens
- Dichapetalum corradii Chiov.
- Dichapetalum corrugatum Exell
- Dichapetalum costaricense Prance
- Dichapetalum crassifolium Chodat
- Dichapetalum cubense (Poepp.) M. Gómez
- Dichapetalum cuneifolium Engl.
- Dichapetalum cymosum Engl.
- Dichapetalum cymulosum (Oliv.) Engl.
- Dichapetalum deflexifolium (Turcz.) Boerl.
- Dichapetalum deflexum (Klotzsch) Engl.
- Dichapetalum dewevrei De Wild. & T. Durand
- Dichapetalum dewildei Breteler
- Dichapetalum dictyospermum Breteler
- Dichapetalum discolor (Baker) Engl.
- Dichapetalum divaricatum De Wild.
- Dichapetalum dodoense Engl.
- Dichapetalum donnell-smithii Engl.
- Dichapetalum dundusanense De Wild.
- Dichapetalum dusenii Engl.
- Dichapetalum echinulatum Exell
- Dichapetalum edule Engl.
- Dichapetalum eickii Ruhland
- Dichapetalum ellipticum R.E. Fr.
- Dichapetalum euphlebium Merr.
- Dichapetalum fadenii Breteler
- Dichapetalum fallax Ruhland
- Dichapetalum ferrugineo-tomentosum Engl.
- Dichapetalum ferrugineum Engl.
- Dichapetalum filicaule Breteler
- Dichapetalum findouense Breteler
- Dichapetalum flabellatiflorum Hauman
- Dichapetalum flavicans (Klotzsch in Schomburgk) Engl.
- Dichapetalum flaviflorum Engl.
- Dichapetalum flavovirens Engl.
- Dichapetalum flexuosum (Oliv.) Engl.
- Dichapetalum floribundum (Planch.) Engl.
- Dichapetalum foreroi Prance
- Dichapetalum froesii Prance
- Dichapetalum fructuosum Hiern
- Dichapetalum fulvialabastrum De Wild.
- Dichapetalum fuscescens Engl.
- Dichapetalum gabonense Engl.
- Dichapetalum gagnepainii Pellegr.
- Dichapetalum gassitae Breteler
- Dichapetalum gelonioides (Roxb.) Engl.
- Dichapetalum geminostellatum Breteler
- Dichapetalum gentlei Lundell
- Dichapetalum gentryi Prance
- Dichapetalum germainii Hauman
- Dichapetalum gillardinii Hauman
- Dichapetalum gilletii De Wild.
- Dichapetalum glabratum K. Krause
- Dichapetalum glabrum Elmer
- Dichapetalum glandulosum De Wild.
- Dichapetalum glomeratum Engl.
- Dichapetalum gossweileri Engl.
- Dichapetalum gracile Exell
- Dichapetalum grandifolium Ridl.
- Dichapetalum grayumii Prance
- Dichapetalum griffithii (Hook. f.) Engl.
- Dichapetalum griseisepalum De Wild.
- Dichapetalum griseo-viride Ruhland
- Dichapetalum guineense (DC.) Keay
- Dichapetalum hainanense (Hance) Engl.
- Dichapetalum hammelii Prance
- Dichapetalum helferianum (Kurz) Pierre
- Dichapetalum heudelotii (Planch. ex Oliv.) Baill.
- Dichapetalum hirtellum (Tul.) Engl.
- Dichapetalum hirtum Desc.
- Dichapetalum hispidum Baill.
- Dichapetalum holopetalum Ruhland
- Dichapetalum holosericeum Engl.
- Dichapetalum howii Merr. & Chun
- Dichapetalum humbertii Desc.
- Dichapetalum hypoleucum Hiern
- Dichapetalum inaequale Breteler
- Dichapetalum inopinatum Al. Rodr. & Kriebel
- Dichapetalum insigne Engl.
- Dichapetalum integripetalum Engl.
- Dichapetalum integrum Pierre
- Dichapetalum jabassense Engl.
- Dichapetalum johnstonii Engl.
- Dichapetalum kamerunense Engl.
- Dichapetalum keniense Hutch. & E.A. Bruce
- Dichapetalum kerrii Craib
- Dichapetalum klaineanum Brette
- Dichapetalum klainei Pellegr.
- Dichapetalum korupinum Breteler
- Dichapetalum kribense Engl.
- Dichapetalum kumasiense Hoyle
- Dichapetalum lantzianum Baill.
- Dichapetalum latifolium Baill.
- Dichapetalum laurocerasus Engl.
- Dichapetalum lautzianum Baill.
- Dichapetalum le-testui Pellegr.
- Dichapetalum lebrunii Hauman
- Dichapetalum ledermannii Engl.
- Dichapetalum lescrauwaeti De Wild.
- Dichapetalum letouzeyi Breteler
- Dichapetalum leucocarpum Breteler
- Dichapetalum leucosepalum Ruhland
- Dichapetalum leucosia (Spreng.) Engl.
- Dichapetalum liberiae Engl. & Dinkl.
- Dichapetalum librevillense Pellegr.
- Dichapetalum linderi Hutch. & Dalziel
- Dichapetalum lindicum Breteler
- Dichapetalum lofense Breteler
- Dichapetalum lokanduense De Wild.
- Dichapetalum lolo De Wild. & T. Durand
- Dichapetalum longifolium Engl.
- Dichapetalum longipedicellatum De Wild.
- Dichapetalum longipetalum (Turcz.) Engl.
- Dichapetalum longistipulaceum K. Krause
- Dichapetalum longitubulosum Engl.
- Dichapetalum lujae De Wild. & T. Durand
- Dichapetalum lukolelaense De Wild.
- Dichapetalum luteiflorum De Wild.
- Dichapetalum luzoniense Merr. & Rolfe
- Dichapetalum macrocarpum Engl.
- Dichapetalum macrophyllum (Oliv.) Engl.
- Dichapetalum madagascariense Poir.
- Dichapetalum malaccense Engl.
- Dichapetalum malchairii De Wild.
- Dichapetalum malembense Pellegr.
- Dichapetalum maluense K. Krause
- Dichapetalum martineaui Aubrév. & Pellegr.
- Dichapetalum mathisii Breteler
- Dichapetalum mayumbense Exell
- Dichapetalum mekametane Engl.
- Dichapetalum melanocladum Bret.
- Dichapetalum mendoncae Torre
- Dichapetalum mexicanum Prance
- Dichapetalum michelsonii Hauman
- Dichapetalum micranthum Hauman
- Dichapetalum micropetalum Engl.
- Dichapetalum microphyllum Desc.
- Dichapetalum mildbraedianum auct.
- Dichapetalum minutiflorum Engl.
- Dichapetalum missionum K. Krause
- Dichapetalum moluccanum Merr.
- Dichapetalum molundense K. Krause
- Dichapetalum mombongense De Wild.
- Dichapetalum mombuttense Engl.
- Dichapetalum monospermum Merr.
- Dichapetalum montanum Breteler
- Dichapetalum moralesii Prance
- Dichapetalum morenoi Prance
- Dichapetalum mortehanii De Wild.
- Dichapetalum mossambicense (Klotzsch) Engl.
- Dichapetalum mozambiquensis
- Dichapetalum mucronulatum Engl.
- Dichapetalum multiflorum (Tul.) Desc.
- Dichapetalum mundense Engl.
- Dichapetalum ndongense Engl.
- Dichapetalum neglectum Breteler
- Dichapetalum nervatum Cuatrec.
- Dichapetalum nevermannianum Standl. & Valerio
- Dichapetalum nigrescens (Tul.) Baill.
- Dichapetalum nitidulum Engl. & Ruhland
- Dichapetalum nitidum Merr.
- Dichapetalum novoguineense Engl.
- Dichapetalum nyangense Pellegr.
- Dichapetalum obanense Hutch. & Dalziel
- Dichapetalum obliquifolium Engl.
- Dichapetalum oblongifolium Merr.
- Dichapetalum oblongum (Hook. f.) Engl.
- Dichapetalum oddonii De Wildeman P. P.
- Dichapetalum odoratum Baill.
- Dichapetalum oleifolium (Baker) Desc.
- Dichapetalum oliganthum Bret.
- Dichapetalum olivaceum Elmer
- Dichapetalum ombrophilum K. Krause
- Dichapetalum pachypus (Tul.) Engl.
- Dichapetalum pallidum (Oliv.) Engl.
- Dichapetalum palustre Louis ex Hauman
- Dichapetalum paniculatum (Thonn. ex Schumach.) De Wild.
- Dichapetalum papuanum (Becc.) Boerl.
- Dichapetalum parvifolium Engl.
- Dichapetalum patenti-hirsutum Ruhland
- Dichapetalum pauper Rizzini
- Dichapetalum pedicellatum K. Krause
- Dichapetalum pedunculatum (DC.) Baill.
- Dichapetalum peekelii K. Krause
- Dichapetalum perrieri Desc.
- Dichapetalum petaloideum Breteler
- Dichapetalum petersianum Dinkl. & Engl.
- Dichapetalum petiolatum
- Dichapetalum pierrei Pellegr.
- Dichapetalum platyphyllum Merr.
- Dichapetalum poggei Engl.
- Dichapetalum potamophilum Breteler
- Dichapetalum prancei Fern. Casas
- Dichapetalum pubescens (Desc.) Randriambolo., Phillipson & Callm.
- Dichapetalum pulchrum Breteler
- Dichapetalum pullei K. Krause
- Dichapetalum pynaertii De Wild.
- Dichapetalum rabiense Breteler
- Dichapetalum reflexum (Klotzsch) De Wild.
- Dichapetalum reliquum Kriebel & Al. Rodr.
- Dichapetalum reticulatum Engl.
- Dichapetalum retroversum Hiern
- Dichapetalum reygaerti De Wild.
- Dichapetalum rhodesicum Sprague & Hutch.
- Dichapetalum riparium Engl.
- Dichapetalum robinsonii Merr.
- Dichapetalum rowlandii Hutch. & Dalziel
- Dichapetalum rudatisii Engl.
- Dichapetalum ruficeps Breteler
- Dichapetalum rufipile Engl.
- Dichapetalum rufotomentosum Engl.
- Dichapetalum rufum (Tul.) Engl.
- Dichapetalum rugosum (Vahl) Prance
- Dichapetalum ruhlandii Engl.
- Dichapetalum salicifolium Engl. & Ruhland
- Dichapetalum sankuruense De Wild.
- Dichapetalum sapinii De Wild.
- Dichapetalum scabrum Engl.
- Dichapetalum scandens (Poir.) J.R. Johnst.
- Dichapetalum schlechteri K. Krause
- Dichapetalum schliebenii Mildbr.
- Dichapetalum schulzii Prance
- Dichapetalum schweinfurthii Engl.
- Dichapetalum scorpioideum Leenh.
- Dichapetalum seretii De Wild.
- Dichapetalum sericeum Merr.
- Dichapetalum sessiliflorum Leenh.
- Dichapetalum setosum Leenh.
- Dichapetalum sordidum Leenh.
- Dichapetalum soyauxii Engl.
- Dichapetalum spathulatum Engl.
- Dichapetalum spruceanum Baill.
- Dichapetalum staminellatum Breteler
- Dichapetalum staudtii Engl.
- Dichapetalum steenisii Leenh.
- Dichapetalum stenophyllum K. Krause
- Dichapetalum steyermarkii Prance
- Dichapetalum stipulatum J.F. Macbr.
- Dichapetalum stuhlmannii Engl.
- Dichapetalum subauriculatum (Oliv.) Engl.
- Dichapetalum subcordatum (Hook. f. ex Benth.) Engl.
- Dichapetalum subcoriaceum Engl.
- Dichapetalum subfalcatum Engl.
- Dichapetalum submaritinum Elmer
- Dichapetalum suboblongum Engl.
- Dichapetalum subsessilifolium Chodat
- Dichapetalum subuncinatum Engl.
- Dichapetalum sulcatum Engl.
- Dichapetalum sumatranum (Miq.) Boerl.
- Dichapetalum sumbense Breteler
- Dichapetalum tenerum Leenh.
- Dichapetalum tenuifolium (King) Engl.
- Dichapetalum tesselatum (King) F.N. Williams
- Dichapetalum tessmannii Engl.
- Dichapetalum tetramerum Ridl.
- Dichapetalum tetrastachyum Breteler
- Dichapetalum thollonii Pellegr.
- Dichapetalum thomsonii (Oliv.) Engl.
- Dichapetalum thonneri De Wild.
- Dichapetalum timoriense (DC.) Boerl.
- Dichapetalum tomentosum Engl.
- Dichapetalum tonkinense Engl.
- Dichapetalum toxicarium (G. Don) Baill.
- Dichapetalum tricapsulare (Blanco) Merr.
- Dichapetalum trichocephalum Breteler
- Dichapetalum ubangiense De Wild.
- Dichapetalum ugandense M.B. Moss
- Dichapetalum umbellatum Chodat
- Dichapetalum unguiculatum Engl.
- Dichapetalum validum K. Krause
- Dichapetalum varians Pellegr.
- Dichapetalum venenatum Engl. & Gilg
- Dichapetalum venulosum C.T. White
- Dichapetalum verrucosulum Engl.
- Dichapetalum verruculosum Engl.
- Dichapetalum vestitum (Benth.) Baill.
- Dichapetalum virchowii (O. Hoffm. & Hildebrandt) Engl.
- Dichapetalum vitiense (Seem.) Engl.
- Dichapetalum vondrozanum Desc.
- Dichapetalum warneckei Engl.
- Dichapetalum whitei Torre
- Dichapetalum whytei Stapf
- Dichapetalum wildemanianum Exell
- Dichapetalum witianum Breteler
- Dichapetalum zambesianum Torre
- Dichapetalum zenkeri Engl.
- Dichapetalum zeylanicum Kosterm.